# Diplazium errans
Diplazium errans là một loài thực vật có mạch trong họ Woodsiaceae. Loài này được Lorea-Hern. & A.R. Sm. miêu tả khoa học đầu tiên năm 1999.